# Мехонское
Мехонское — село в Шатровском муниципальном округе Курганской области России.

## География
Село находится на севере Курганской области, в пределах юго-западной части Западно-Сибирской равнины, в подтаёжно-лесостепной зоне, на левом берегу реки Исети, на расстоянии примерно 36 километров (по прямой) к юго-юго-западу (SSW) от села Шатрово, административного центра района. Абсолютная высота — 68 метров над уровнем моря.

### Климат
Климат характеризуется как континентальный, с холодной продолжительной малоснежной зимой и коротким тёплым сухим летом. Среднегодовая температура — 0,3 °C. Средняя температура воздуха самого холодного месяца (января) составляет −14 — −4 °C (абсолютный минимум — −43 °С); самого тёплого месяца (июля) — 12 — 21 °C (абсолютный максимум — 37 °С). Безморозный период длится в среднем 133 дня. Годовое количество атмосферных осадков — 410 мм, из которых большая часть выпадает в тёплый период. Снежный покров держится около 148 дней.

## История
До 1917 года центр Мехонской волости Шадринского уезда Пермской губернии. По данным на 1926 год состояло из 515 хозяйств. В административном отношении являлось центром Мехонского сельсовета и Мехонского района Шадринского округа Уральской области.

## Население
| 1959 | 1989  | 2002  | 2010  |
| ---- | ----- | ----- | ----- |
| 2417 | ↘2260 | ↘1848 | ↘1595 |

По данным переписи 1926 года в селе проживало 2069 человек (935 мужчин и 1134 женщины), в том числе: русские составляли 100 % населения.

### Гендерный состав
По данным Всероссийской переписи населения 2010 года в гендерной структуре населения мужчины составляли 45,3 %, женщины — соответственно 54,7 %.

### Национальный состав
Согласно результатам Всероссийской переписи населения 2002 года, в национальной структуре населения русские составляли 96 %.